# Hudîkivți, Borșciv
Hudîkivți (în ucraineană Худиківці) este o comună în raionul Borșciv, regiunea Ternopil, Ucraina, formată numai din satul de reședință.

## Demografie
Componența lingvistică a comunei Hudîkivți
     Ucraineană (99,14%)
     Alte limbi (0,86%)
Conform recensământului din 2001, majoritatea populației comunei Hudîkivți era vorbitoare de ucraineană (99,14%), existând în minoritate și vorbitori de alte limbi.